# Chiesa della Badia di Sant'Agata
De Chiesa della Badia di Sant’Agata is een kerk in de Siciliaanse stad Catania. Het gebouw is ontworpen door Giovanni Battista Vaccarini en is een typerend voorbeeld van de Siciliaanse barok.
Het huidige gebouw werd gebouwd tussen 1735 en 1767 ter vervanging van de oude kerk en het oude klooster uit 1620 die instortten bij de aardbeving van 1693.
De kerk is gelegen aan de Via Vittorio Emanuele, tegenover de noordgevel van de kathedraal van Catania. De kerk vormt met het aangrenzende klooster, dat tegenwoordig eigendom van de stad is, een architectonisch geheel.